# Geoparque Seridó
El geoparque Seridó es un espacio de la red de geoparques de la UNESCO localizado en el noreste de Brasilen el estado de Rio Grande do Norte. 
Comprende el territorio de seis municipios: Acarí, Carnaúba dos Dantas, Cerro Corá, Currais Novos, Lagoa Nova y Parelhas,cada uno de estos lugares poseen características muy significativas tanto culturales como geológicas que son testimonio de 600 millones de años de historia de la Tierra y alberga una de las mineralizaciones de scheelita más grandes de Sudamérica,lo que lo convierte en el segundo Geoparque Mundial reconocido por la UNESCO y uno de los pocos reconocidos de América Latina. 
Tiene un área de 2.800 km² de territorio marcado por la Caatinga ("bosque blanco", en lengua tupi), el único bioma exclusivamente brasileño.

## Historia

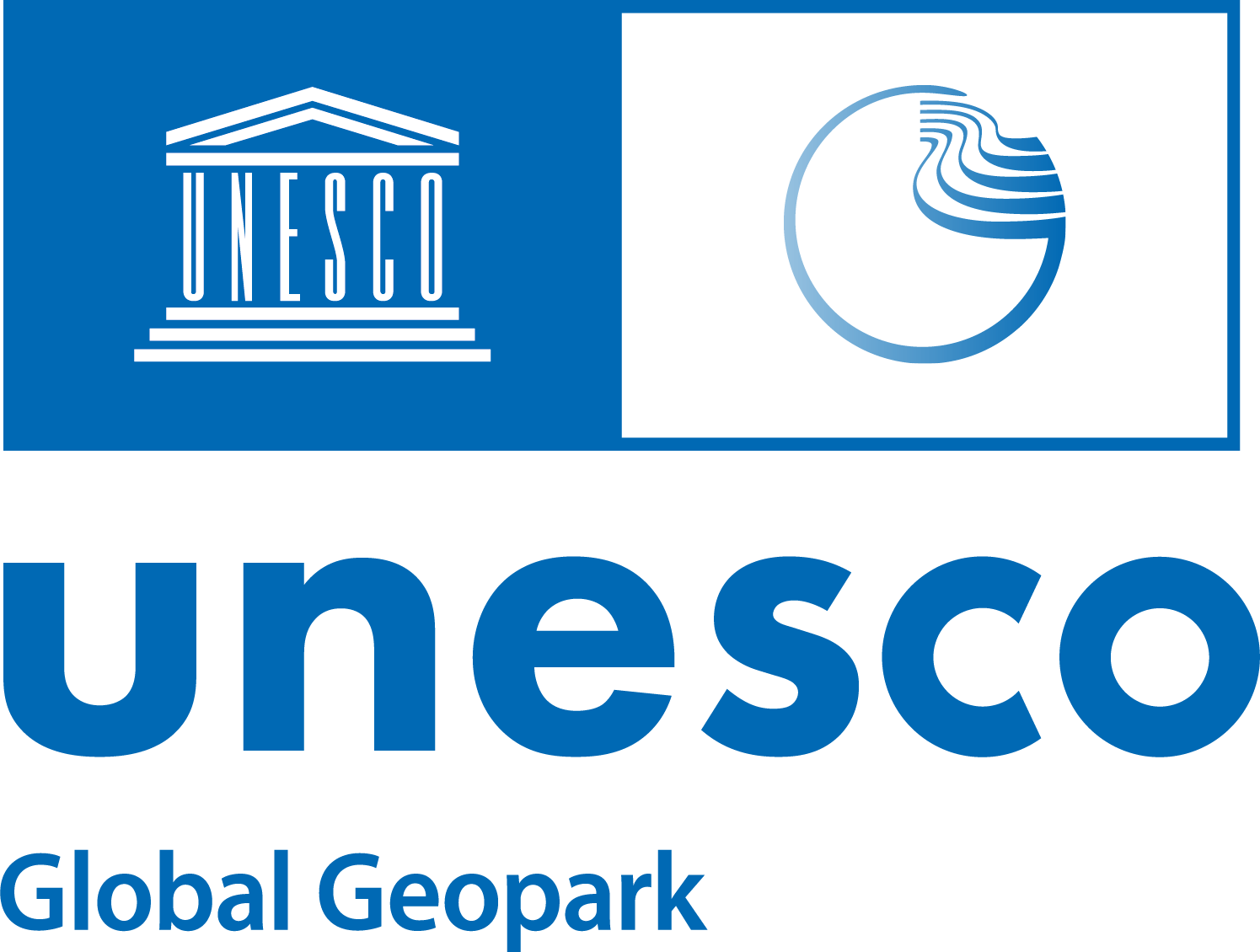

El 19 de abril de 2010, se inició el proyecto mediante el desarrollo de acciones relacionadas con el inventario, evaluación y valorización de lugares de interés geológico y cultural.
Seridó es el segundo Geoparque Mundial de la UNESCO en Brasil y ha pasado por 14 años de trabajo en inventario, educación, turismo, gestión y gobernanza. Su patrimonio geológico se caracteriza por mineralizaciones del Neoproterozoico, vulcanismo y relieve del Cenozoico.

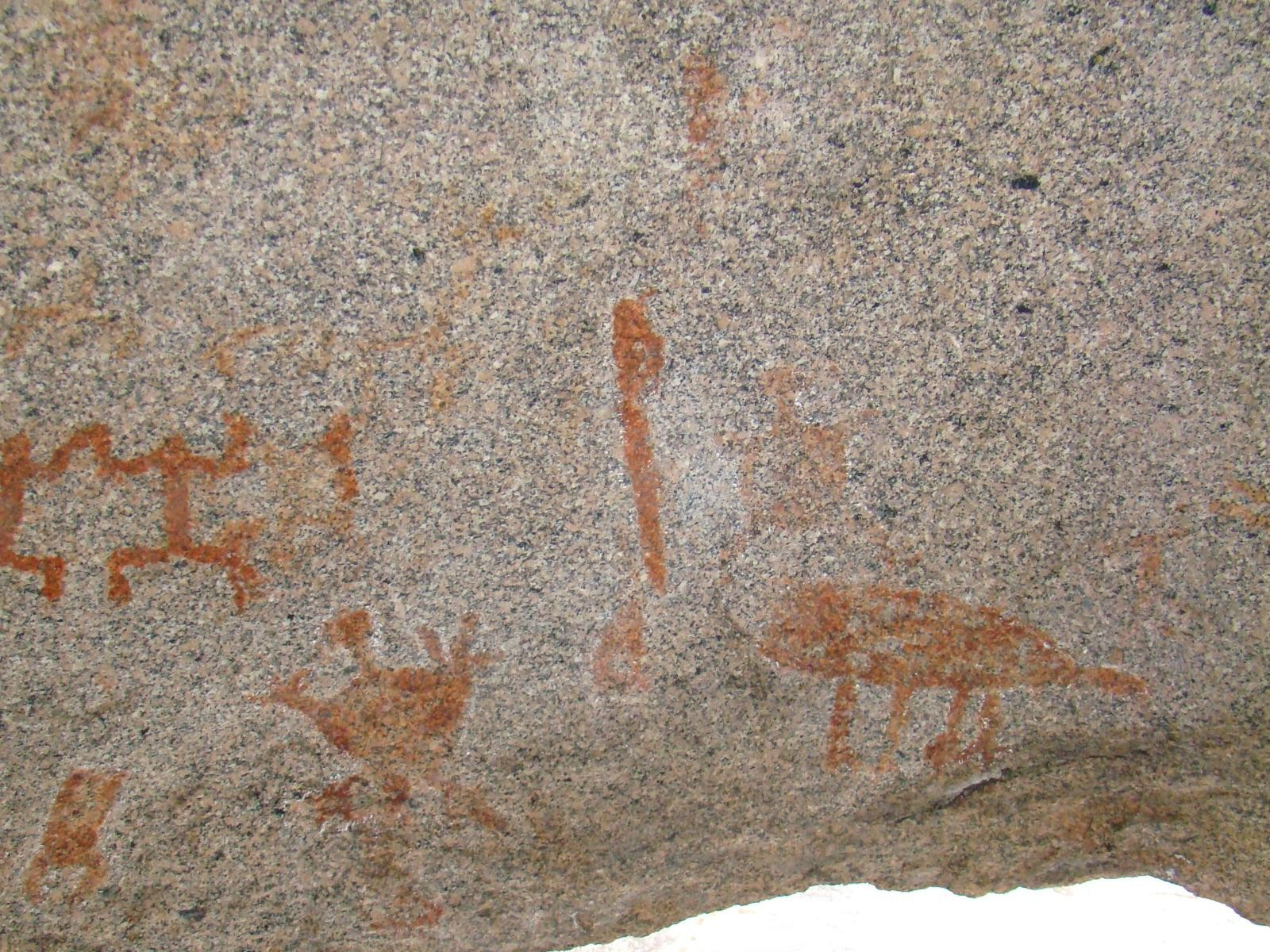
Pinturas rupestres, Cerro Corá.

## Geología
El patrimonio geológico de Seridó consta de la impresión de la amalgamación del paleocontinente de Gondwana en rocas precámbricas, rocas metasedimentarias que contienen scheelita, molibdenita, mineralización de sulfuros y rocas intrusivas del Neoproterozoico al Cámbrico con distintas características petrológicas, incluidas pegmatitas mineralizadas con gemas, metales y minerales industriales.Además, las rocas sedimentarias del Mesozoico sustentan cadenas montañosas, inselbergs, tores, mesetas y otros rasgos geomorfológicos importantes, como geoformas menores o tanques naturales con fósiles de megafauna.
El área del geoparque está formada por dos grandes grupos de unidades geológicas. El primer grupo está compuesto por rocas de edades Precámbrica a Cámbrica (2.250 millones de años a 510 millones de años), conocidas como basamento cristalino.El Geoparque Seridó representa un patrimonio geológico de los innumerables procesos naturales a los que ha estado sometido a lo largo de la historia de la Tierra. 
En la región del geoparque, se tiene suelos poco profundos, pedregosos y muy fértiles. Sin embargo, en zonas cercanas a las orillas de los principales ríos y en lo alto de la Sierra de Santana los suelos presentan mayor profundidad. Se destacan los Neossols y Luvisols.Los Luvisols son suelos fértiles que tienen mayor contenido de arcilla en el subsuelo que el suelo superficial, son frecuentes en regiones templadas y tropicales, en terrenos llanos o ligeramente inclinados.Los Neossols son suelos poco desarrollados y poco profundos, constituidos por una delgada capa de material orgánico, abarcan ambientes montañosos hasta llanuras, donde son más fértiles y más profundos. 

## Geositios del geoparque
El geoparque Seridó cuenta con 21 geositios con un alto valor científico, educacional y turístico, los más destacados son Mina Brejuí, Cânions dos Apertados, Xiquexique, Açude Gargalheiras y Monte do Galo. Los geositios se encuentran divididos en los seis municipios que abarca el geoparque.
- Acarí: Açude Gargalheiras, Poço de Arroz, Cruzeiro de Acari y Marmitas do Rio Carnaúba.
- Carnaúba dos Dantas: Serra de Rajada, Monte de Galo, Xiquexique y Cachoeira dos Fundões.
- Cerro Corá: Serra Verde, Cruzeiro de Cerro Corá, Nascente do Rio Potengi y Vale Vulcánico.
- Currais Novos: Lagoa do Santo, Pico de Totoró, Morro de Cruzeiro, Mina Brejuí y Cânions dos Apertados.
- Lagoa Nova: Mirante Santa Rita y Tanque dos Poscianos.
- Parelhas: Açude Boqueirão y Mirador.

## Vegetación
La vegetación de la zona se caracteriza por el predominio de la caatinga, presenta altos índices de xerofilismo (adaptación de las plantas a condiciones ambientales secas y áridas),debido a un clima extremadamente severo, escasas precipitaciones y distribución irregular, constituyendo los tipos hiperxerófilo y subdesértico. Predomina el estrato arbóreo, tal como la aroeira, braúna, imburana, pereiro, mezquite y craibeira. De igual modo, se presenta una vegetación con ramas retorcidas y espinosas que alcanza hasta 3 metros de altura, como catingueira, faveleira, pinhão-bravo, jurema, oiticica y membrillo. Por último, se tiene vegetación de estrato bajo, alrededor de 50 cm del suelo, formado por xiquexique, macambira y palma de espinas.

## Cultura
La relación entre la población local y la naturaleza se remonta a miles de años. Dentro del territorio de Seridó existen importantes testimonios de pueblos antiguos, que dejaron marcada su presencia a través de pinturas y grabados.
El geoparque se sustenta principalmente por la cultura minera mediante exploraciones minerales activas o inactivas y la geoconservación.Para incrementar el interés por el entorno natural y cultural se realizan actividades de educación ambiental, considerando "los cinco sentidos del geoparque Seridó", la Geodiversidad, Geopatrimonio, Geoconservación, Geoeducación y Geoturismo, esto contribuye al desarrollo socioeconómico basado en la sostenibilidad, así como a la inclusión social, educativa, ambiental, turística y cultural, fortaleciendo los vínculos sociales.

## Economía
La minería es una actividad económica importante para el Geoparque, puesto que alcanzó su apogeo en la segunda mitad del siglo XX, a través de la exploración de scheelita (tungstato de calcio, CaWO4), principalmente en la Mina de Brejuí.
En la región, la economía se estructuró sobre la ganadería extensiva, la agricultura y la minería, además, se introdujeron la producción láctea, la modernización y expansión de la ganadería caprina y ovina, la cerámica y el desarrollo del sector terciario, con énfasis en el comercio y la diversificación de servicios, principalmente el turismo.
A partir de la educación ambiental para obtener una mejor y mayor interacción entre el ser humano y el medio ambiente de manera sustentable,se crean los geoproductos, que consiste en elaborar postales de los geositios que conforman el territorio, esto permite dar a conocer la diversidad geológica del geoparque y propicia a que hayan más turistas, para ello, también se capacitan guías turísticos para contar con el  conocimiento de la geodiversidad local y los preceptos del geoturismo.